# Philip Larkin
Philip Arthur Larkin (Coventry, 9 agosto 1922 – Londra, 2 dicembre 1985) è stato uno scrittore, poeta e critico musicale britannico.

## Biografia
Fin da giovanissimo coltiva la sua passione per la scrittura, scrivendo da quando aveva 21 anni vari romanzi e racconti giovanili con lo pseudonimo di Brunette Coleman, pubblicati però solo postumi. Dopo aver studiato letteratura inglese al St John's College di Oxford, si guadagnò da vivere come bibliotecario prima alla biblioteca pubblica di Wellington nello Shropshire, poi all'University College di Leicester e, infine, alla Università di Hull, dove rimase fino alla morte. Contemporaneamente tenne una rubrica di critica jazz per il Daily Telegraph.

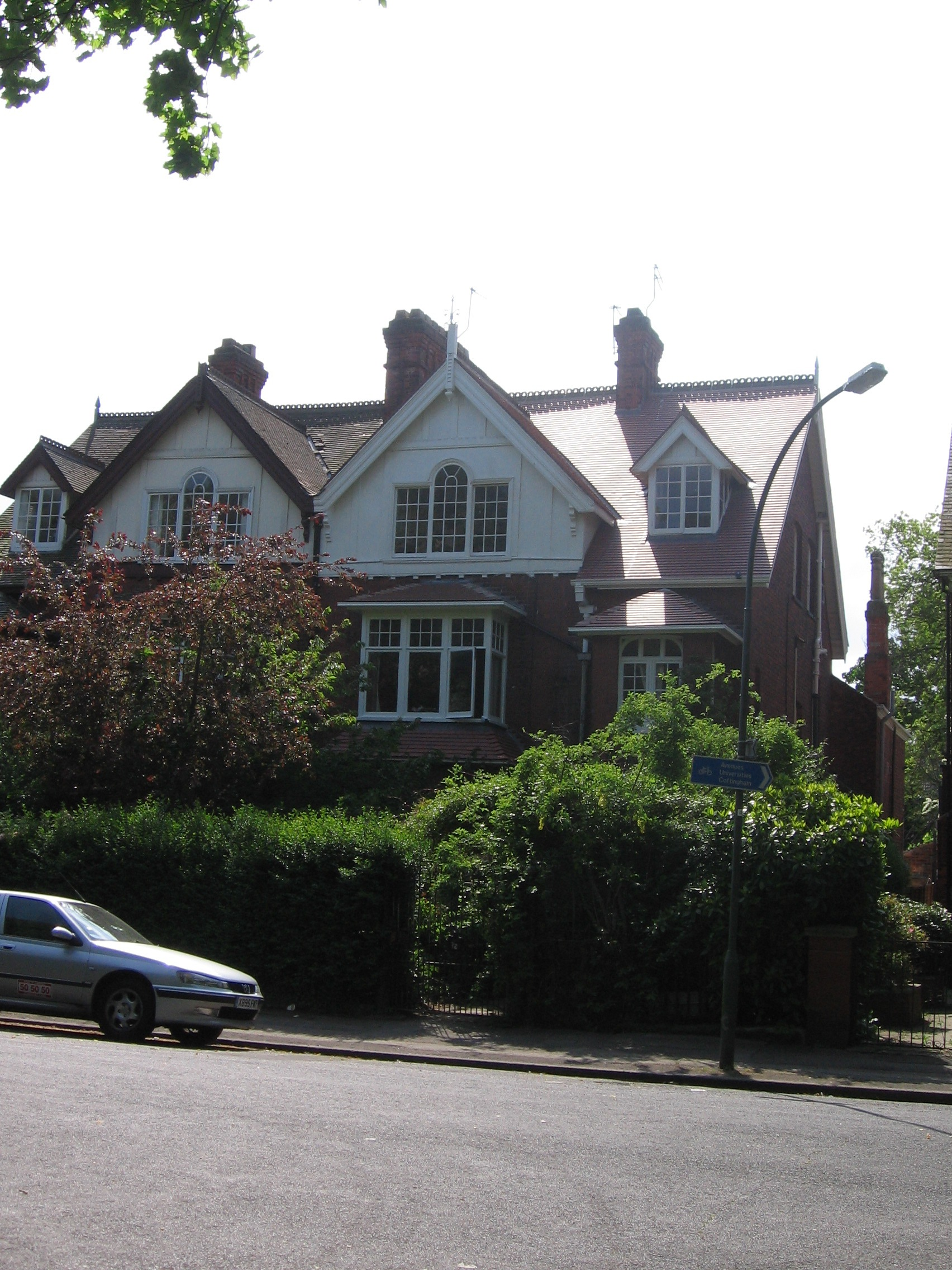
Casa di Philip Larkin al 32 di Pearson Park, Hull, Yorkshire.

Attraverso il suo compagno di lezioni, Norman Iles, Larkin conobbe Kingsley Amis, che incoraggiò il suo gusto per il ridicolo e l'irriverenza e che rimase un caro amico per tutta la vita. È stato dichiarato uno dei più importanti poeti del Novecento  e nel 2003 fu scelto dalla Poetry Book Society come il più amato poeta nazionale.

### Infanzia e formazione
Philip Larkin nacque il 9 agosto 1922 al 2 Poultney Road, Radford, Coventry, l'unico figlio e il più giovane dei figli di Sydney Larkin (1884–1948) e di sua moglie Eva Emily (1886–1977), figlia dell’ufficiale di accise di prima classe William James Day. La famiglia di Sydney Larkin aveva origine nel Kent, ma viveva almeno fin dal XVIII secolo a Lichfield, Staffordshire, dove lavorarono dapprima come sarti, poi anche come costruttori di carrozze e calzolai. La famiglia Day proveniva da Epping, Essex, ma si trasferì a Leigh, Lancashire, nel 1914, dove William Day assunse un incarico per l'amministrazione di pensioni e altri assegni per i familiari a carico.

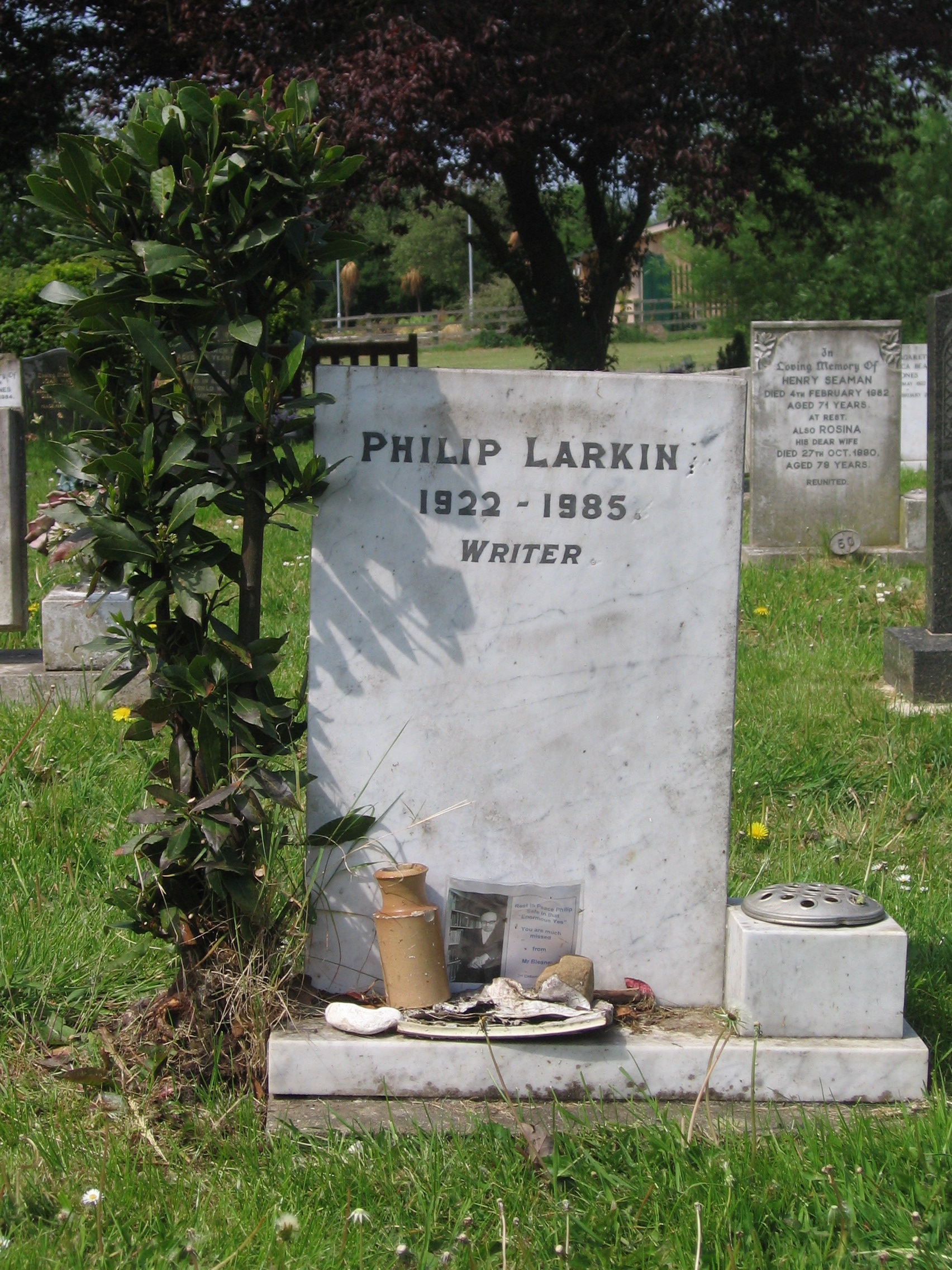
Lapide di Larkin al cimitero di Cottingham

## Opere

### Poesie
- The North Ship, The Fortune Press, 1945, ISBN 978-0-571-10503-8.
- XX Poems, 1951. [stampato privatamente]
- The Less Deceived, The Marvell Press, 1955, ISBN 978-0-900533-06-8.
  - "Church Going"
  - "Toads"
  - "Maiden Name"
  - "Born Yesterday" (scritta per la nascita di Sally Amis)
  - "Lines on a Young Lady's Photograph Album"
- Le nozze di Pentecoste e altre poesie (The Whitsun Weddings, 1964), trad. Renato Oliva e Camillo Pennati, Collezione di poesia n.64, Torino, Einaudi, 1969.
  - "The Whitsun Weddings"
  - "An Arundel Tomb"
  - "A Study of Reading Habits"
  - "Home is So Sad"
  - "Mr Bleaney"
- Alte finestre (High Windows, 1974), a cura di Maria Luisa Pontrandolfo, Collana Poiesis e critica mitica n.14, Pisa, ETS, 1990, ISBN 978-88-774-1515-8; trad. e cura di Enrico Testa, Collezione di poesia n.306, Torino, Einaudi, 2002, ISBN 978-88-061-4979-6.
  - "This Be The Verse"
  - "Annus Mirabilis"
  - "The Explosion"
  - "The Building"
  - "High Windows"
- Collected Poems, a cura di Anthony Thwaite, Faber and Faber, 1988, ISBN 0-571-15386-0.
  - "Aubade" (pubblicata nel 1977)
  - "Party Politics" (ultima poesia pubblicata)
  - "The Dance" (incompleta e inedita)
  - "Love Again" (non pubblicata)
- Collected Poems, a cura di Anthony Thwaite, Faber and Faber, 2003, ISBN 978-0-571-21654-3.
  - The North Ship
  - The Less Deceived
  - The Whitsun Weddings
  - High Windows
  - 2 Appendici di tutte le altre poesie pubblicate, incluse XX Poems
- The Complete Poems, a cura di Archie Burnett, Faber and Faber, 2012, ISBN 978-0-571-24006-7.

#### Raccolte italiane
- Fading. Poesie scelte, 1950-1980, a cura di Marco Fazzini, Grottammare: Stamperia dell'Arancio, 1994.
- Quattro poesie, trad. di Francesco Petrocchi, in Il gallo Silvestre, 17-18, 2004, pp. 54–60.

### Narrativa
- Jill (Jill, 1946, 1964), traduzione di Leopoldo Carra, Introduzione dell'Autore, Collana Oscar Moderni, Milano, Mondadori, 2024, ISBN 978-88-047-8344-2.
- Una ragazza d'inverno (A Girl in Winter, 1947), traduzione di Leopoldo Carra, Collana Oscar Moderni, Milano, Mondadori, 2025, ISBN 978-88-047-8345-9.
- Turbamenti a Willow Gables (Trouble at Willow Gables and Other Fiction 1943-1953, 2002), a cura di James Booth, ed. italiana a cura di Masolino D'Amico, Collana Narrativa, Roma, Nottetempo, 2003, ISBN 978-88-745-2005-3.
- Semestre d'autunno (Michaelmas Term at St Brides, con lo pseud. Brunette Coleman), traduzione di Masolino D'Amico, Roma, Nottetempo, 2005, ISBN 978-88-745-2037-4.

### Altro
- The Oxford Book of Twentieth Century English Verse, a cura di P. Larkin, Oxford University Press, 1973, ISBN 978-0-19-812137-4.
- "The Brynmor Jones Library 1929-1979", 1979, in Maeve Brennan (a cura di), 'A Lifted Study-Storehouse': The Brynmor Jones Library 1929-1979, aggiornato al 1985, Hull University Press, 1987, ISBN 0-85958-561-1.
- Required Writing: Miscellaneous Pieces 1955-1982, Faber and Faber, 1983, ISBN 978-0-571-13120-4.
- All What Jazz: A Record Diary 1961-1971, Faber and Faber, 1985, ISBN 978-0-571-13476-2.
- Selected Letters of Philip Larkin, 1940-1985, a cura di A. Thwaite, Faber and Faber, 1992, ISBN 0-571-17048-X.
- Further Requirements: Interviews, Broadcasts, Statements and Book Reviews 1952-1985, Faber and Faber, 2001, ISBN 978-0-571-21614-7.
- Letters to Monica, a cura di A. Thwaite, Faber and Faber, 2010, ISBN 0-571-23909-9.